# تشارلي فيليبس (لاعب كرة قدم أمريكية)
تشارلي فيليبس (بالإنجليزية: Charlie Phillips)‏ هو لاعب كرة قدم أمريكية أمريكي، ولد في 22 ديسمبر 1952 في غرينفيل في الولايات المتحدة.

## وصلات خارجية
- تشارلي فيليبس على موقع مرجع كرة القدم المحترفة.كوم (الإنجليزية)